# Веселе (Горлівський район)
Весе́ле — село Хрестівської міської громади Горлівського району Донецької області, Україна. Населення становить 23 особи.

## Загальні відомості
Відстань до Шахтарська становить близько 29 км і проходить автошляхом місцевого значення.
Землі села межують із територією смт Фащівка Антрацитівського району Луганської області.
Неподалік від села розташований ентомологічний заказник місцевого значення «Круглик».
Унаслідок російської військової агресії Веселе перебуває на тимчасово окупованій території.

## Населення

### Мова
Розподіл населення за рідною мовою за даними перепису 2001 року:
| Мова       | Кількість | Відсоток |
| ---------- | --------- | -------- |
| українська | 14        | 60.87%   |
| російська  | 9         | 39.13%   |
| Усього     | 23        | 100%     |